# Lonchoptera
Lonchoptera is een geslacht van vliegen (Brachycera) uit de familie Lonchopteridae. De wetenschappelijke naam van het geslacht is voor het eerst geldig gepubliceerd in 1803 door Johann Wilhelm Meigen.

## Kenmerken
Het is een wijd verspreid geslacht van kleine vliegen (2 tot 5 mm). Ze komen vrijwel wereldwijd voor, vooral in vochtig grasland. Ze zijn geel tot bruin-zwart. Ze hebben een eironde kop en voelsprieten die eindigen op een eirond segment. Ze hebben sterk ontwikkelde borstelharen aan kop en borststuk en ook op de poten. De vleugels zijn "lancetvormig" met een puntig uiteinde. 

## Voortplanting
Van L. bifurcata (L. dubia, vroeger beschouwd als een aparte soort, is hiervan een synoniem) is bekend dat ze zich voortplant door parthenogenese.